# Kalkaska County
Kalkaska County är ett administrativt område i delstaten Michigan, USA. År 2010 hade county 17 153 invånare. Den administrativa huvudorten (county seat) är Kalkaska. 

## Geografi
Enligt United States Census Bureau har countyt en total area på 1 502 km². 1 453 km² av den arean är land och 26 km² är vatten.   

### Angränsande countyn
- Antrim County - nord
- Otsego County - nordost
- Crawford County - öst
- Roscommon County - sydost
- Missaukee County - syd
- Wexford County - sydväst
- Grand Traverse County - väst